# Чапманвил (Западна Вирџинија)
Чапманвил (енгл. Chapmanville) град је у америчкој савезној држави Западна Вирџинија.

## Демографија
По попису из 2010. године број становника је 1.256, што је 45 (3,7%) становника више него 2000. године.
| Група             | 2000.         | 2010.         |
| Белци             | 1.194 (98,6%) | 1.223 (97,4%) |
| Афроамериканци    | 0 (0,0%)      | 3 (0,2%)      |
| Азијати           | 9 (0,7%)      | 7 (0,6%)      |
| Хиспаноамериканци | 5 (0,4%)      | 17 (1,4%)     |
| Укупно            | 1.211         | 1.256         |